# Troy (Teksas)
Troy je grad u američkoj saveznoj državi Teksas. Prema popisu stanovništva iz 2010. u njemu je živjelo 1.645 stanovnika.